# Mamou (prefektura)
Mamou – prefektura w środkowej części Gwinei, w regionie Mamou. Zajmuje powierzchnię 9108 km². W 1996 roku liczyła ok. 236 tys. mieszkańców. Siedzibą administracyjną prefektury jest miejscowość Mamou.